# Regiunea Pardubice
Regiunea Pardubice (în cehă Pardubický kraj) este o regiune (kraj) în partea central estică a Republicii Cehe și are centrul administrativ în orașul omonim. Este împărțită în 4 districte și este localizată în estul regiunii Boemia și nord-vestul regiunii Moravia.

## Împărțire administrativă
| Impărțirea administrativă | Impărțirea administrativă | Impărțirea administrativă | Impărțirea administrativă | Impărțirea administrativă |
| ------------------------- | ------------------------- | ------------------------- | ------------------------- | ------------------------- |
| District                  | Suprafața în km²          | Locuitori                 | Vârsta medie              | Comune                    |
| Chrudim                   | 1.030                     | 104.748                   | 39,0                      | 113                       |
| Pardubice                 | 889                       | 160.251                   | 40,0                      | 115                       |
| Svitavy                   | 1.335                     | 101.832                   | 38,4                      | 113                       |
| Ústí nad Orlicí           | 1.265                     | 138.753                   | 38,3                      | 112                       |

|  | Chrudim   |
|  | Pardubice |

|  | Svitavy         |
|  | Ústí Nad Orlicí |

|  | Chrudim   |
|  | Pardubice |

|  | Svitavy         |
|  | Ústí Nad Orlicí |

## Populație
Populația totală a regiunii Pardubice este de aproximativ 520.000 de locuitori. 17 comune au o populație mai mare de 5.000. Cea mai mare comună din regiune este Pardubice cu o populație de peste 90.000. Tabelul de mai jos prezintă comunele din regiunea Pardubice cu cea mai mare populație (începând din 1 ianuarie 2019).
| Nume             | Populație | Suprafața (km2) | District        |
| ---------------- | --------- | --------------- | --------------- |
| Pardubice        | 90.668    | 78              | Pardubice       |
| Chrudim          | 23.151    | 33              | Chrudim         |
| Svitavy          | 16.838    | 31              | Svitavy         |
| Česká Třebová    | 15.508    | 41              | Ústí nad Orlicí |
| Ústí nad Orlicí  | 14.196    | 36              | Ústí nad Orlicí |
| Vysoké Mýto      | 12.335    | 42              | Ústí nad Orlicí |
| Litomyšl         | 10.429    | 33              | Svitavy         |
| Moravská Třebová | 10.070    | 42              | Svitavy         |
| Lanškroun        | 9.991     | 21              | Ústí nad Orlicí |

Alte orașe semnificative din regiunea Pardubice sunt Hlinsko, Přelouč, Polička, Choceň, Holice, Letohrad și Žamberk.